# Ian Watson (escriptor)
Ian Watson (St. Albans, 20 d'abril de 1943) és un escriptor britànic de ciència-ficció. Des de 2011 resideix a la localitat espanyola de Gijón.
El 1959, va treballar com a empleat de comptabilitat a Runciman's, una empresa de navili a Newcastle. L'experiència no li va agradar particularment. El 1963, es va graduar en literatura anglesa amb matrícula d'honor en el Balliol College de la Universitat d'Oxford i posteriorment va fer un postgrau de recerca en la literatura anglesa i francesa del segle xix. Va ensenyar anglès a Tanzània (1965–67) i a Tòquio (1967–70). Va excercir la docència de prospectiva a la Universitat Politècnica de Birmingham de 1970 a 1976. A partir de 1976 es va dedicar a la seva carrera com a escriptor professional.
La seva novel·la, The Embedding, que va guanyar el Prix Apollo de l'any 1975, és inusual per basar-se en idees de la gramàtica generativa, cosa a la qual refereix el títol del llibre. Com a escriptor prolífic, ha escrit moltes novel·les, com ara Miracle Visitors, God's World, The Jonah Kit i The Flies of Memory, a més de molts reculls de contes literaris. Watson és reconegut com a autor de la narració de pantalla per a la pel·lícula A.I. Artificial Intelligence. La seva novel·la The Jonah Kit va guanyar el Premi BSFA a la millor novel·la de l'any 1977.
Durant l'any 1980, Watson i Michael Bishop van escriure junts la primera novel·la de ciència-ficció per col·laboració transatlàntica, Under Heaven's Bridge, fent servir màquines d'escriure i serveis postals. La seva obra més important d'anys recents és The Waters of Destiny, que va co-escriure amb Andy West.

## Obres
- Japan: A Cat's Eye View. Osaka, Japan: Bunken, 1969.
- The Embedding. London: Victor Gollancz, 1973.
- The Jonah Kit. London: Victor Gollancz, 1975.
- Orgasmachine. Paris: Editions Champ Libre, 1976.
- Japan Tomorrow. Osaka, Japan: Bunken, 1977.
- The Martian Inca. London: Victor Gollancz, 1977.
- Alien Embassy. London: Victor Gollancz, 1977.
- Miracle Visitors. London: Victor Gollancz, 1978.
- The Very Slow Time Machine: Science Fiction Stories and Other Stories. London: Victor Gollancz, 1979.
- God's World. London: Victor Gollancz, 1979.
- The Gardens of Delight. London: Victor Gollancz, 1980.
- Pictures at an Exhibition. Cardiff, Wales: Greystoke Mowbray Ltd, 1981.
- Under Heaven's Bridge. London: Victor Gollancz, 1981 (with Michael Bishop).
- Deathhunter. London: Victor Gollancz, 1981.
- Sunstroke and Other Stories. London: Victor Gollancz, 1982.
- Changes: Stories of Metamorphosis: An Anthology of Speculative Fiction about Startling Metamorphoses, both Psychological and Physical. New York: Ace Books, 1983 (with Michael Bishop).
- Chekhov's Journey. London: Victor Gollancz, 1983.
- The Book of the River. London: Victor Gollancz, 1984.
- The Book of the Stars. London: Victor Gollancz, 1984.
- Converts. London: Granada/Panther, 1984.
- The Book of Being. London: Victor Gollancz, 1985.
- Slow Birds and Other Stories. London: Victor Gollancz, 1985.
- The Book of Ian Watson. Willimantic, Connecticut: Mark V Ziesing, 1985.
- Afterlives: An Anthology of Stories about Life After Death. New York: Vintage Books, 1986 (with Pamela Sargent).
- The Books of the Black Current. New York: Science Fiction Book Club, 1986.
- Queenmagic, Kingmagic. London: Victor Gollancz, 1986.
- Evil Water and Other Stories. London: Victor Gollancz, 1987.
- The Power. London: Headline, 1987.
- Meat. London: Headline, 1988.
- Whores of Babylon. London: Grafton Books/Paladin, 1988.
- The Fire Worm. London: Victor Gollancz, 1988.
- Salvage Rites and Other Stories. London: Victor Gollancz, 1989.
- Inquisitor. Brighton, Sussex: GW Books, 1990.
- The Flies of Memory. London: Victor Gollancz, 1990.
- Stalin's Teardrops and Other Stories. London: Victor Gollancz, 1991.
- Nanoware Time. New York: Tor, 1991.
- Draco. Nottingham, Nottinghamshire: BL Publishing/Black Library, 1992.
- Lucky's Harvest. London: Victor Gollancz, 1993.
- Space Marine. London: Boxtree, 1993.
- The Fallen Moon. London: Victor Gollancz, 1994.
- Harlequin. London: Boxtree, 1994.
- The Coming of Vertumnus and Other Stories. London: Victor Gollancz, 1994.
- Chaos Child. London: Boxtree, 1996.
- Hard Questions. London: Victor Gollancz, 1996.
- Oracle. London: Victor Gollancz, 1997.
- The Lexicographer's Love Song and Other Poems. Radford, Virginia: DNA Publications, 2001.
- The Great Escape. Urbana, Illinois: Golden Gryphon Press, 2002.
- Mockymen. Urbana, Illinois: Golden Gryphon Press, 2003.
- The Inquisition War. Nottingham, Nottinghamshire: BL Publishing/Black Library, 2004.
- Yaleen Dallas, Texas: BenBella Books, 2004.
- Shell Shock. Birmingham, England: The Birmingham Science Fiction Group, 2004.
- The Butterflies of Memory. Hornsea, East Yorkshire: PS Publishing, 2006.
- The Beloved of my Beloved. Alconbury Weston, Cambridgeshire: NewCon Press, 2009 (with Roberto Quaglia).
- The Mammoth Book of Alternate Histories. London: Robinson, 2010 (with Ian Whates).
- Orgasmachine. Alconbury Weston, Cambridgeshire: NewCon Press, 2010.
- Shoes, Ships and Cadavers: Tales from North Londonshire. Alconbury Weston, Cambridgeshire: NewCon Press, 2011 (with Ian Whates).
- Assassins. Gijón, Spain: Palabaristas Press, 2012 (with Andy West).
- Tongue of Knowledge. Gijón, Spain: Palabaristas Press, 2012 (with Andy West)
- Death Overflows. Gijón, Spain: Palabaristas Press, 2012 (with Andy West).
- The Mammoth Book of SF Wars. London: Constable and Robinson/Robinson, 2012 (with Ian Whates).
- Saving for a Sunny Day and Other Stories. Alconbury Weston, Cambridgeshire: NewCon Press, 2012.
- The Best of Ian Watson. Hornsea, East Yorkshire: PS Publishing, 2014.
- Squirrel, Reich & Lavender: Bonus Stories. Hornsea, East Yorkshire: PS Publishing, 2014.
- Memory Man and Other Poems. Driffield, East Yorkshire: Leaky Book Press, 2014.
- The Uncollected Ian Watson. Hornsea, East Yorkshire: PS Publishing, 2014.
- Doing the Stanley: Encounters with Kubrick. Hornsea, East Yorkshire: PS Publishing, 2014.
- Souvenir Book: Eurocon 2016. Barcelona, Spain: BCon, 2016.
- The 1000 Year Reich and Other Stories. Alconbury Weston, Cambridgeshire: NewCon Press, 2016.
- The Brain from Beyond: A Spacetime Opera. Hornsea, East Yorkshire: PS Publishing, 2016.
- Waters of Destiny 1: Assassins' Legacy. Alconbury Weston, Cambridgeshire: NewCon Press/Steel Quill Press, 2018 (with Andy West).
- Waters of Destiny 2: Assassins' Endgame. Alconbury Weston, Cambridgeshire: NewCon Press/Steel Quill Press, 2018 (with Andy West).
- The Trouble With Tall Ones. Hornsea, East Yorkshire: PS Publishing, 2019.